# Hațeg
Hațeg (in tedesco Wallenthal, in ungherese Hátszeg) è una città della Romania di 11 056 abitanti, ubicata nel distretto di Hunedoara, nella regione storica della Transilvania.
Fanno parte dell'area amministrativa anche le località di Nălațvad, Silvașu de Jos e Silvașu de Sus.
La zona di Hațeg (Ţara Hațegului) è molto importante dal punto di vista geologico e paleontologico: vi si ritrovano infatti fossili che coprono un arco di tempo di circa 300 milioni di anni, quali coralli, dinosauri, mammiferi primitivi, uccelli e rettili volanti come l'Hatzegopteryx, che proprio dalla località ha preso il nome.
L'isola di Hațeg era, nel Cretaceo, un'isola nell'oceano Tetide sulla quale vissero vari dinosauri di dimensioni ridotte, come Magyarosaurus, Balaur, Zalmoxes e Telmatosaurus. Il paleobiologo Franz Nopcsa von Felső-Szilvás pubblicò molti articoli a proposito degli arcosauri del Mesozoico sull'isola di Hațeg: i suoi studi portarono a formulare la teoria del nanismo insulare, secondo cui risorse limitate, come su una piccola isola, portano alla progressiva riduzione della taglia degli animali che vi vivono.
La zona costituisce oggi l'Hațeg Country Dinosaurs Geopark, che fa parte del progetto coordinato degli European Geopark.

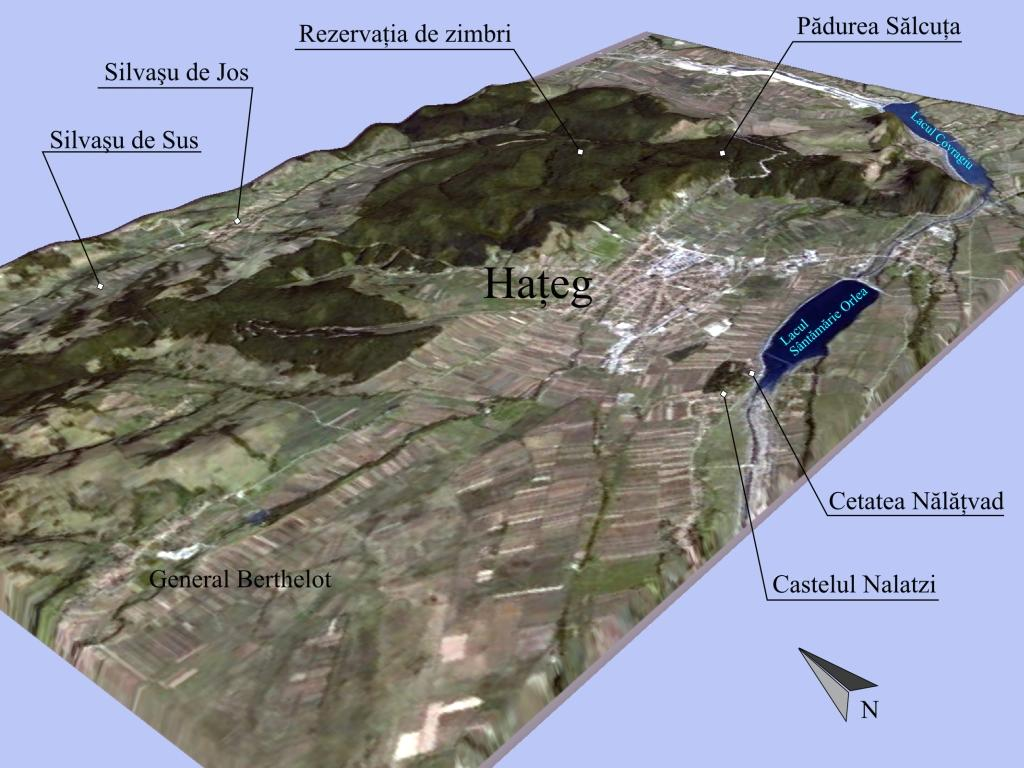
Ricostruzione 3d dell'area circostante la città di Hațeg